# Christian Alexander
Christian Alexander (nascido Christian Ivanov Ivanov, a 14 de abril de 1990, em Atenas), é um ator grego, mais conhecido por seu papel como Kiefer Bauer na novela americana General Hospital.

Nascido de pais búlgaros em Atenas, Alexander formou-se na Beverly Hills High School. No passado, competiu como atleta de ginástica. Alexander apareceu em várias séries de televisão, especificamente em mais de 60 episódios de General Hospital, de 18 de junho de 2009 a 6 de abril de 2010. Em 2011, ele foi lançado na ABC Family, The Lying Game.